# 拉帕耶爾維
拉帕耶爾維（芬蘭語：Lappajärvi）是芬蘭的城鎮，位於該國西部，由南博滕區負責管轄，始建於1865年，面積524方公里，該鎮取名自拉帕湖，2013年人口3,394，人口密度為每平方公里8.06人。

## 外部連結
- Municipality of Lappajärvi – Official website